# Guinevere Turner
Pour les articles homonymes, voir Turner.
Guinevere Turner, née le 23 mai 1968 à Boston (Massachusetts), est une actrice, scénariste et productrice américaine.

## Biographie
En 1995, elle écrit avec Rose Troche une pièce de théâtre, aussitôt transformée en scénario pour le film Go Fish. La pièce remporte un prix Lambda Literary et le film reçoit le Teddy Award du meilleur film au Festival de Berlin (1994).
Par la suite, elle incarneTanya Cheex, une dominatrice new-yorkaise, dans le film BDSM / fétichiste Preaching to the Perverted sorti en 1997.
Guinevere Turner et la réalisatrice du film I Shot Andy Warhol, Mary Harron, écrivent en collaboration le scénario finalement sélectionné pour l'adaptation cinématographique du roman de Bret Easton Ellis American Psycho. Elle fait également une brève apparition dans le film.
À la télévision , elle fait notamment plusieurs apparitions dans la série télévisée américaine The L Word, dont elle est scénariste durant les deux premières saisons.
Elle est interviewée dans le film documentaire T'as de beaux yeux, chéri d'André Schäfer, sorti en 2007.

## Vie privée
Elle est ouvertement lesbienne.

## Filmographie

### Actrice
- 1994 : Go Fish : Camille 'Max' West
- 1996 : The Watermelon Woman : Diana
- 1997 : Preaching to the Perverted : Tanya Cheex
- 1997 : Embrasse-moi Gino (Kiss Me, Guido) : la lesbienne indignée
- 1997 : Latin Boys Go to Hell : Sombra
- 1997 : Méprise multiple (Chasing Amy) : la chanteuse
- 1998 : Dante's View : June Darien
- 1999 : Rick & Steve: The Happiest Gay Couple in All the World : Echinacea
- 1999 : Dogma : Bus Station Attendant
- 1999 : L'Île au trésor (Treasure Island) : Evelyn
- 2000 : American Psycho : Elizabeth
- 2001 : The Safety of Objects de Rose Troche (voix) : Tani
- 2001 : Fluffer : Video Store Clerk
- 2002 : Stray Dogs : Darla Carter
- 2002 : Romance de rêve (Pipe Dream) : Diane Beltrami
- 2002 : Junk : Mary
- 2003 : Seahorses : Amanda
- 2003 : Fredonnement (Hummer) : Guin
- 2004-2009 : The L Word (série TV, 4 épisodes) : Gabby Deveaux
- 2005 : Hung : Ruby
- 2005 : Beyond Lovely : Lovely
- 2005 : Dani and Alice : Olivia
- 2005 : Frozen Smile : Woman at grave
- 2006 : Broute-minou à Palm Springs (A Lez in Wonderland) (téléfilm documentaire) : elle-même
- 2007 : Don't Go (TV) : Melody
- 2007 : In the Spotlight : Luck, Kate Lady
- 2007 : Itty Bitty Titty Committee : Marcy Maloney
- 2008 : Little Mutinies : Ginger
- 2010 : The Owls : Iris
- 2011 : The Nine Lives of Chloe King (série télévisée) : Waitress
- 2011 : Feed (série télévisée) : Keira
- 2013 : Qui a peur de Vagina Wolf ? (Who's Afraid of Vagina Wolf?) : Penelope / Martha
- 2013 : Kitty Bainbridge is Dead (court métrage) : Kitty Bainbridge
- 2014 : I Am One (court métrage) : Nancy
- 2014 : Crazy Bitches : Belinda
- 2014 : The Night Is Ours (court métrage) : Mrs. Wolfson
- 2014 : Jen Foster: She
- 2015 : Any Tom, Dick, or Harry (téléfilm) : Mindy Hale
- 2015 : Wedlocked (court métrage) : Dr. Turner
- 2015 : Spare Parts (court métrage) : Sandy
- 2015 : Hide the Sausage (court métrage) : Frisky
- 2016 : Angelino Heights (série télévisée) : Joan
- 2016 : Superpowerless : Marie
- 2016 : Bruising for Besos : la barmaid lesbienne
- 2016 : Everlasting : Irena
- 2017 : Crazy Bitches/Get Crazier : Rhea Alcott Thomas

### Scénariste
- 1994 : Go Fish de Rose Troche (coscénariste)
- 2000 : American Psycho de Mary Harron (coscénariste).
- 2004-2009 : The L Word
- 2005 : BloodRayne de Uwe Boll
- 2005 : The Notorious Bettie Page de Mary Harron (coscénariste)
- 2018 : Charlie Says de Mary Harron

### Productrice
- 1994 : Go Fish de Rose Troche
- 2005 : The Notorious Bettie Page de Mary Harron - productrice déléguée

## Distinctions
- Chlotrudis Awards 2001 : meilleur scénario adapté pour American Psycho